# Ścibor z Oględowa
Ścibor z Oględowa był trzecim z kolei starostą sanockim. Nie wiadomo jakim pieczętował się herbem. Pierwsza wzmianka o piastowaniu przez niego tego urzędu pochodzi z 2 września 1402 r., a ostatnia z 12 marca 1410 r. Pełnił on jednocześnie w 1402 r. urząd sędziego ziemskiego sanockiego (iudex iuris provincialis terrigenum supremus).